# Hongi Hika
Hongi Hika, né à Kaikohe en 1772 et mort à Whangaroa le 3 mars 1828, est un chef de guerre maori de la période pré-coloniale de Nouvelle-Zélande. Principal responsable des guerres des mousquets qui ont fait quelque 20 000 morts parmi les Maoris, il encourage l'implantation de commerçants et de missionnaires européens sur ses terres, pour bénéficier de leurs savoirs et de leurs technologies. Il a ainsi contribué à refaçonner la Nouvelle-Zélande à un moment clef de son histoire.

## Biographie
Il est issu d'une lignée de chefs de l’iwi (tribu) Ngapuhi, du nord de l'île du Nord de Nouvelle-Zélande. Il dira plus tard être né l'année de la visite du Français Marc Joseph Marion du Fresne, c'est-à-dire 1772. Vers 1807, Pokaia, le chef de guerre des Nga Puhi, est tué lors d'une embuscade par des hommes de l’iwi ennemie Ngati Whatua. Deux des frères de Hongi Hika y sont également tués, et lui-même ne survit qu'en se cachant dans un marécage. Il devient chef de guerre de sa tribu, mu par l'obligation de venger ces morts. Convaincu de l'utilité d'armer sa tribu d'armes à feu, il visite Sydney en 1814 avec non neveu et chef Ruatara à bord d'un navire commerçant, pour encourager la venue de commerçants en terres ngapuhi. Leur visite amène Samuel Marsden à établir cette même année la première mission chrétienne en Nouvelle-Zélande, sous la protection de Hongi Hika. Ce dernier, devenu chef de la tribu à la mort de Ruatara en 1815, fait savoir que son territoire est un lieu sûr pour l'implantation de colons, dont il espère tirer des bénéfices matériels. Bien que Samuel Marsden refuse de lui vendre des mousquets, à travers les missionnaires les Ngapuhi obtiennent des outils de fer, et notamment des outils agricoles. Hongi Hika ne se convertit jamais au christianisme, et cette religion fait peu de convertis de son vivant.
En 1818, il mène l'assaut contre les tribus Ngāti Porou et Ngaiterangi, dans la baie de l'Abondance au sud-est des terres ngapuhi. Il en ramène de nombreux prisonniers, qu'il utilise comme travailleurs esclaves pour « initier une révolution agricole », diversifiant et intensifiant la production agricole de sa tribu à des fins commerciales. Il produit du blé, du maïs et des pommes de terre en grandes quantités, et les vend aux bateaux européens de passage en échange de mousquets et de poudre. Cette soudaine intensification de la production agricole commerciale n'est pas sans conséquence, car il fait délaisser la production vivrière, et certains Ngapuhi meurent de faim.

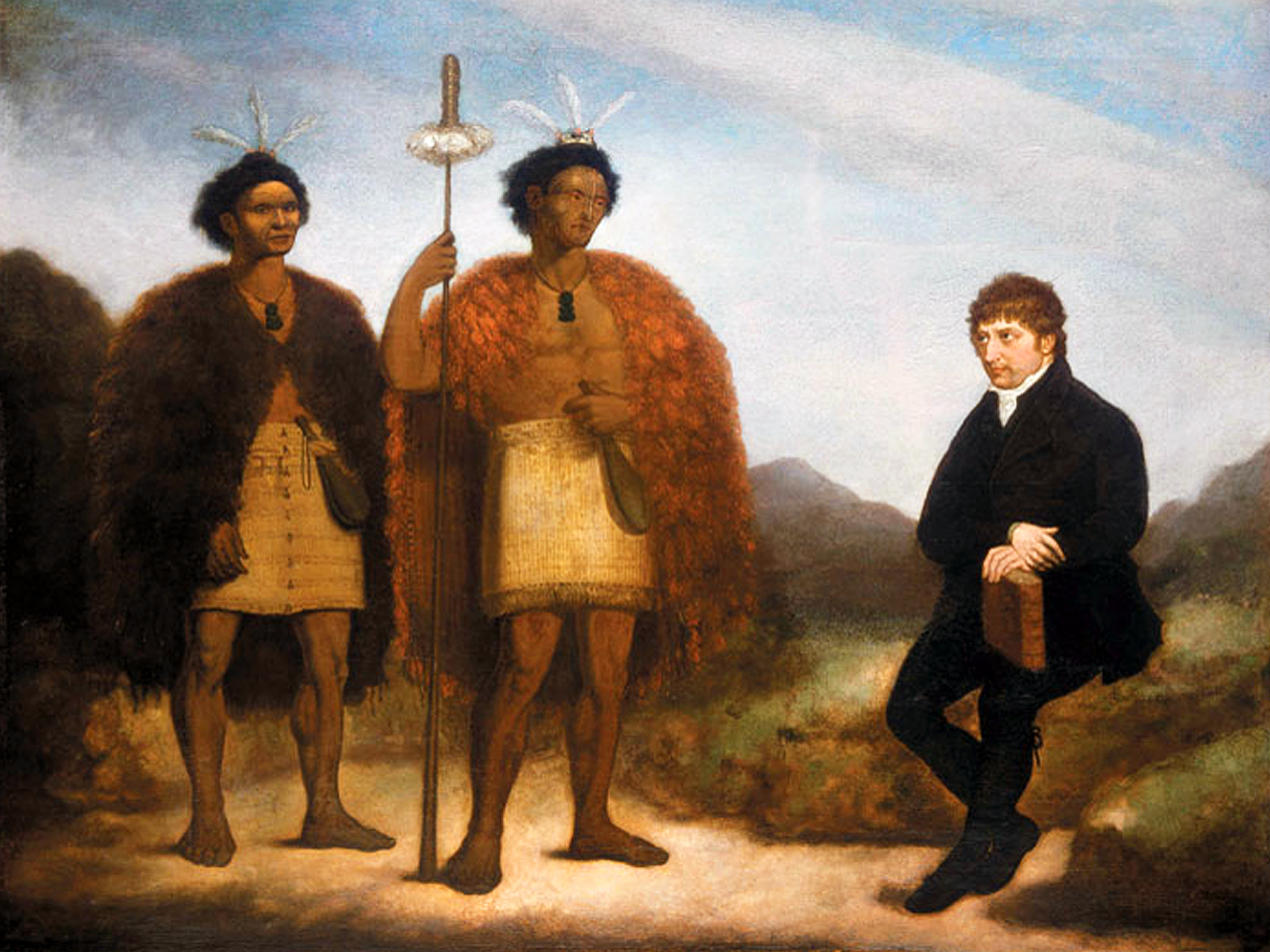
Hongi Hika (au centre) avec Thomas Kendall.

En 1820, le missionnaire Thomas Kendall, avec qui il s'est lié d'amitié, l'emmène en Angleterre. Ils visitent Cambridge, aidant le professeur Samuel Lee à compiler un dictionnaire maori, puis Hongi Hika est présenté à la haute société londonienne, qui s'intéresse fortement à lui. Il est présenté au roi George IV. Durant son séjour au Royaume-Uni, il obtient de nouveaux mousquets, ainsi qu'une armure de plates qu'il utilisera, de retour en Nouvelle-Zélande, pour se forger une réputation d'invincibilité et démoraliser ses ennemis.
Au cours des années qui suivent, il mène sa tribu, et leurs alliés du nord, dans une série d'assauts contre les tribus plus au sud. Il ne s'agit pas de conquérir leur territoire, mais de les piller et de faire des prisonniers. En 1821 ils attaquent les Ngati Paoa, les Ngati Maru, puis les tribus du Waikato, les écrasant à Matakitaki et créant la panique parmi les vaincus. C'est le début des « guerres des mousquets », et d'une spirale dévastatrice : Les tribus menacées tentent à la hâte de s'armer de mousquets également. Les Ngapuhi et leurs alliés du nord submergent les tribus moins bien armées, et font de nombreux prisonniers, qu'ils réduisent en esclavage pour intensifier encore leur production agricole commerciale, et acheter plus encore d'armes à feu. En 1823, ils attaquent avec succès les Te Arawa à Rotorua. Ces assauts engendrent des migrations de masse sans précédent récent dans les années 1820 et 1830 à travers l'île du Nord, des déplacements de réfugiés qui aboutissent à « une redistribution majeure de la population ».
En 1825, les Ngapuhi remportent une victoire majeure contre leurs voisins Ngati Whatua, mais le fils de Hongi Hika est tué durant les combats. Pour le venger, Hongi Hika pourchasse les rescapés des Ngati Whatua, réfugiés dans la région du Waikato. En 1827, il s'établit à Whangaroa et y mène campagne contre les Ngati Uru et les Ngati Pou, qui menacent la mission chrétienne dans cette localité. Hongi Hika contraint ces tribus ennemies à la fuite, mais les Ngati Pou parviennent avant leur départ à piller la mission, et infligent une grave blessure à Hika : une balle de mousquet lui traverse le torse. Durant les derniers mois de sa vie, Hongi Hika est contesté par certains membres de sa tribu, qui l'accusent de ne pas soucier de leurs intérêts. Des dissensions apparaissent entre les membres de la tribu qui se sont établis avec lui à Whangaroa et ceux restés sur leurs terres natales. Il meurt de sa blessure en 1828, et est inhumé dans un lieu secret. Sa mort met fin à la domination des Ngapuhi, mais les guerres des mousquets se poursuivent. À partir de 1827, Te Rauparaha, des Ngati Toa, s'arme de mousquets pour envahir et dévaster l'île du Sud. Le génocide des Moriori par les Ngati Mutunga et les Ngati Tama à partir de 1835 s'inscrit également dans le cadre des guerres des mousquets. Elles s'estompent au cours des années 1830, dû à l'épuisement des participants et à l'impact d'épidémies d'origine européenne, et cessent pleinement avec la colonisation de la Nouvelle-Zélande par les Britanniques en 1840,.